# Молони, Эшли
Эшли Молони (англ. Ashley Moloney; род. 13 марта 2000, Брисбен) − австралийский легкоатлет, бронзовый призёр летних Олимпийских игр 2020 в Токио в десятиборье.

## Биография
Родился 13 марта 2000 года в городе Брисбен, Квинсленд, Австралия.
Выиграл золотую медаль на чемпионате мира среди юниоров 2018 года в Тампере. В достижении этого результата Молони побил рекорд соревнований, ранее принадлежавший Никласу Каулу, и рекорд Oceania Junior, ранее принадлежавший Седрику Дублеру.
В 2017 году Молони побил рекорд Австралии среди юношей до 18 лет в десятиборье, ранее принадлежавший Джейку Стейну. 20 декабря Молони побил национальный рекорд Австралии и рекорд Океании в десятиборье,увеличив предыдущий рекорд Джагана Хамеса на 2 очка, с 8490 баллов до 8492 баллов.

## Олимпиада 2020 в Токио
Молони выиграл бронзу на Олимпийских играх 2020 года, улучшив рекорд Океании и Австралии до 8649 очков. Он стал первым австралийским десятиборцем, выигравшим олимпийскую медаль. Чтобы завоевать бронзовую медаль, Молони должен был завершить финальный забег на 1500 метров не менее чем на несколько секунд позади своих ближайших соперников за бронзовую медаль, и усилия его коллеги-десятиборца из Австралии Седрика Дублера мотивировали его на заключительных этапах этой гонки. Гонка была названа австралийскими СМИ одним из самых запоминающихся моментов Олимпийских игр в Токио.